# Nephepeltia
Genre
Nephepeltia est un genre de la famille des Libellulidae appartenant au sous-ordre des anisoptères dans l'ordre des odonates. Il comprend six espèces.

## Espèces du genreNephepeltia
- Nephepeltia aequisetis Calvert, 1909
- Nephepeltia berlai Santos, 1950
- Nephepeltia flavifrons (Karsch, 1889)
- Nephepeltia flavipennis von Ellenrieder, 2014
- Nephepeltia leonardina (Rácenis, 1842)
- Brachydiplax phryne Perty, 1834